# Pretoria
Pretorija(/prɪˈtɔːriə, pri-/ prih-TOR-ee-ə, pree-; afrikansko: [prəˈtuəria] ⓘ) je upravna prestolnica Južne Afrike, ki služi kot sedež izvršilne veje vlade in kot gostiteljica vseh tujih veleposlaništev v Južni Afriki.
Pretorio prečka reka Apies in se razteza proti vzhodu do vznožja gorovja Magaliesberg. Slovi kot akademsko mesto in raziskovalno središče, saj je dom Tehnološke univerze Tshwane (TUT), Univerze v Pretoriji (UP), Univerze Južne Afrike (UNISA), Sveta za znanstvene in industrijske raziskave (CSIR) in Raziskovalnega sveta za humanistične vede. Gosti tudi Nacionalno raziskovalno fundacijo in Južnoafriški urad za standarde. Pretoria je bila eno od mest gostiteljev Svetovnega prvenstva v nogometu leta 2010.
Pretoria je osrednji del metropolitanske občine mesta Tshwane, ki je nastala z združitvijo več nekdanjih lokalnih oblasti, vključno z Bronkhorstspruitom, Centurionom, Cullinanom, Hammanskraalom in Soshanguvejem. Nekateri so predlagali spremembo uradnega imena iz Pretoria v Tshwane, kar je povzročilo nekaj javnih polemik.
Pretoria je dobila ime po vodji Voortrekkerjev Andriesu Pretoriusu, Južnoafričani pa jo včasih imenujejo mesto Jacaranda zaradi tisočev dreves jacaranda, posajenih vzdolž njenih ulic ter v parkih in vrtovih.

## Zgodovina
Pretorio je leta 1855 ustanovil Marthinus Pretorius, vodja Voortrekkerjev, ki jo je poimenoval po svojem očetu Andriesu Pretoriusu in za novo prestolnico Južnoafriške republike (nizozemsko Zuid Afrikaansche Republiek; ZAR) izbral mesto na bregovih reke Apies (v afrikanščini pomeni 'opičja reka'). Starejši Pretorius je postal narodni heroj Voortrekkerjev po zmagi nad Dinganom in Zuluji v bitki pri Blood River leta 1838. Starejši Pretorius se je pogajal tudi o konvenciji Sand River (1852), v kateri je Združeno kraljestvo priznalo neodvisnost Transvaala. 1. maja 1860 je postal glavno mesto Južnoafriške republike.
Ustanovitev Pretorije kot glavnega mesta Južnoafriške republike je mogoče razumeti kot označevanje konca naselitvenih gibanj Burov v času Velikega pohoda.

### Burske vojne
Med prvo bursko vojno so mesto oblegale republikanske sile decembra 1880 in marca 1881. Mirovna pogodba, s katero se je končala vojna, je bila podpisana v Pretorii 3. avgusta 1881 na Konvenciji v Pretorii.
Druga burska vojna je povzročila konec republike Transvaal in začetek britanske hegemonije v Južni Afriki. Mesto se je 5. junija 1900 predalo britanskim silam pod vodstvom Fredericka Robertsa, spopad pa se je končal v Pretorii s podpisom miru v Vereenigingu 31. maja 1902 v Melrose House.
Pretorijske utrdbe so bile zgrajene za obrambo mesta tik pred drugo bursko vojno. Čeprav so nekatere od teh utrdb danes v ruševinah, jih je veliko ohranjenih kot nacionalni spomenik.

### Južnoafriška unija
Burski republiki ZAR in kolonija Orannje sta bili leta 1910 združeni s Kapsko kolonijo in kolonijo Natal v Južnoafriško unijo. Pretoria je nato postala upravno glavno mesto celotne Južne Afrike, pri čemer je Cape Town služil kot zakonodajno glavno mesto, Bloemfontein pa kot sodno glavno mesto. Med letoma 1910 in 1994 je bilo mesto tudi glavno mesto province Transvaal. (Kot glavno mesto ZAR je Pretoria v tej vlogi nadomestila Potchefstroom.) 14. oktobra 1931 je Pretoria dosegla status uradnega mesta. Ko je Južna Afrika leta 1961 postala republika, je Pretoria ostala njeno upravno glavno mesto.

## Geografija
Pretoria leži približno 56 km severno-severovzhodno od Johannesburga na severovzhodu Južne Afrike, v prehodnem pasu med planoto Highveld na jugu in nižje ležečim Bushveldom na severu. Leži na nadmorski višini približno 1339 m, v topli, zaščiteni, rodovitni dolini, obdani s hribi pogorja Magaliesberg.

### Podnebje
Pretoria ima monsunsko vlažno subtropsko podnebje (Köppen: Cwa) z dolgimi vročimi, deževnimi poletji ter kratkimi, suhimi in blagimi zimami. Mesto doživlja tipične južnoafriške zime s hladnimi, jasnimi nočmi in blagimi do zmerno toplimi dnevi. Čeprav so povprečne najnižje temperature pozimi blage, lahko zaradi jasnega neba postane hladno, z nizkimi nočnimi temperaturami v zadnjih letih v razponu od 2 do –5 °C.
Povprečna letna temperatura je 18,7 °C. To je precej visoko glede na razmeroma visoko nadmorsko višino mesta, približno 1339 metrov in je predvsem posledica njegove zaščitene lege v dolini, ki deluje kot toplotna past in ga večino leta loči od hladnih južnih in jugovzhodnih zračnih mas.
Dež je večinoma koncentriran v poletnih mesecih, sušne razmere pa prevladujejo v zimskih mesecih, ko so lahko močne zmrzali. Sneženje je izjemno redek dogodek; snežinke so bile v mestu opažene v letih 1959, 1968 in 2012, a mesto v svoji zgodovini še nikoli ni doživelo kopičenja.
Med vročinskim valom po vsej državi novembra 2011 je Pretoria doživela temperature, ki so dosegle 39 °C, kar je neobičajno za ta čas v letu. Podobni rekordni ekstremni vročinski dogodki so se zgodili tudi januarja 2013, ko so v Pretorii nekaj dni temperature presegle 37 °C. Leto 2014 je bilo eno najbolj deževnih v zgodovini mesta. Do konca decembra je padlo skupno 914 mm, samo v tem mesecu pa 220 mm. Leta 2015 je Pretoria doživela najhujšo sušo po letu 1982; v mesecu novembru 2015 so bili podrti novi rekordi visokih temperatur, saj so 11. novembra zabeležili 43 °C po treh tednih temperatur med 35 °C in 43 °C. Pretoria je 7. januarja 2016 dosegla novo rekordno vrednost 42,7 °C.

## Demografija
Odvisno od obsega območja, ki se razume kot Pretoria, se prebivalstvo giblje od 700.000 do 2,95 milijona. Glavni jeziki, ki se govorijo v Pretorii, so sepedi, sotščina, tsongajščina, vendščina, afrikanščina in angleščina. Mesto Pretoria ima največ belcev v podsaharski Afriki. Od svoje ustanovitve je bilo glavno središče prebivalstva Afrikanerjev in v mestu ali okolici živi približno 1 milijon Afrikanerjev.

## Arhitektura
Pretoria je imela skozi leta zelo raznolike kulturne vplive, kar se odraža v arhitekturnih slogih, ki jih najdemo v mestu. Sega od nizozemske, nemške in britanske kolonialne arhitekture iz 19. stoletja do modernih, postmodernih, neomodernih in arhitekturnih stilov art deco z dobro mešanico edinstvenega južnoafriškega sloga.
Nekatere pomembne stavbe v Pretorii so Sodna palača iz poznega 19. stoletja, stavbe Unije iz zgodnjega 20. stoletja, povojni spomenik Voortrekkerjem, raznolike stavbe, ki se raztezajo po glavnih kampusih tako Univerze v Pretorii kot Univerze Južne Afrike, tradicionalni nizozemski slog Mahlamba Ndlopfu (predsedniška hiša), neobizantinsko staro sinagogo, sodobnejša Bank of South Africa (pisarniški nebotičnik) in Telkom Lukasrand Tower. Druge znane stavbe so stadion Loftus Versfeld, Južnoafriško državno gledališče in stavba Oliverja Tamba, ki je sedež oddelka za mednarodne odnose in sodelovanje.
- Vzhodno krilo stavb Unije
- Stare dvorane sveta ali Ou Raadsaal
- Trdnjava Klapperkop
- Neomoderna arhitektura v Pretorii
- Sodna palača
- Stara Sinagoga

V mestu je več muzejev, med njimi:
- Narodni muzej kulturne zgodovine Ditsong, alias Afriško okno
- Krugerjeva hiša (rezidenca predsednika ZAR Paula Krugerja)
- Zbirka Mapungubwe, ki jo hranijo muzeji Univerze v Pretorii v svoji stavbi stare umetnosti, je sestavljena iz arheološkega materiala, ki ga je nekdanja Univerza Gauteng izkopala na arheološkem najdišču Mapungubwe od njegovega odkritja leta 1933.
- Pionier Opelug Museum (afrikansko Muzej na prostem pionirjev), je kulturni in "živi" muzej v vzhodnem predmestju Pretorije, ki odraža življenjski slog zgodnjih pionirjev ali "Voortrekkerjev" zgodnjega 19. stoletja.
- Umetnostni muzej Pretoria je umetniška galerija
- Pretoria Forts je sestavljena iz štirih utrdb, ki jih je zgradila vlada Južnoafriške republike (ZAR) tik pred izbruhom druge anglo-burske vojne okoli njihove prestolnice Pretorije.
- Narodni prirodoslovni muzej Ditsong, nekdanji Transvaalski muzej, je prirodoslovni muzej v Pretorii v Južni Afriki.

### Parki in vrtovi
Pretoria je dom nacionalnih živalskih vrtov Južne Afrike in nacionalnega botaničnega vrta Pretoria. Obstajajo tudi številni manjši parki in vrtovi, ki so po vsem mestu, vključno s ptičjim zavetiščem Austin Roberts, vrtovi Pretorius Square, Pretoria Rosarium, Church Square, Pretoria Showgrounds, Springbok Park, Freedom Park, Jan Cilliers Park in Burgers Park, najstarejši park v mestu in zdaj nacionalni spomenik. V predmestju je tudi nekaj omembe vrednih parkov: Rietondale Park, "Die Proefplaas" v predmestju Queenswood, Magnolia Dell Park, Nelson Mandela Park in Mandela Park Peace Garden in Belgrave Square Park.

### Naravni rezervati v bližini
- Zavetišče za ptice Chamberlain
- Naravni rezervat Faerie Glen
- Naravni rezervat Groenkloof
- Naravni rezervat Moreletaspruit
- Naravni rezervat Rietvlei
- Pokrajinski naravni rezervat Roodeplaat Dam
- Naravni rezervat Wonderboom